# Хенрик Хавкеланд
Хенрик Хавкеланд (норв. Henrik Haukeland — Фредерикстад, 6. децембар 1994) професионални је норвешки хокејаш на леду који игра на позицији голмана.
Члан је сениорске репрезентације Норвешке за коју је на међународној сцени дебитовао на светском првенству 2017. године.